# Actavis
Actavis este o companie multinațională, fondată în 1956,
specializată în dezvoltarea, producția și comercializarea produselor farmaceutice generice.
Cu sediul central în Islanda, grupul dezvoltă activități în aproximativ 40 de țări și are peste 11.000 de angajați la nivel global (în mai 2007).
Grupul Actavis este unul dintre primii șase producători mondiali de produse generice, cu o cotă de piață de 4% în anul 2007.
Actavis a ajuns la o cifră de afaceri de circa 1,4 miliarde euro în 2006.
Din 1999 până în 2007, Actavis a achiziționat 25 de companii farmaceutice.
În martie 2006, Actavis a cumpărat producătorul român de medicamente Sindan în urma unei tranzacții de 147,5 milioane de euro.